# کوه ندینا
کوه ندینا (به انگلیسی: Nadina Mountain) یک کوه در کانادا است که در بریتیش کلمبیا واقع شده‌است. کوه ندینا ۲٬۱۱۱ متر بالاتر از سطح دریا واقع شده‌است.